# Lennart Reuterskiöld (sångtextförfattare)
Albert Lennart Reuterskiöld, född 23 februari 1898 i Göteborg, död 7 september 1986 i Stockholm, var en svensk sångtextförfattare och musikförläggare. 
Reuterskiöld var verksam bland annat under pseudonymerna Leo Breitner och Karl-Lennart. Han gifte sig 22 juli 1943 med sångtextförfattaren Ingrid Reuterskiöld.
Reuterskiöld grundade 1925 musikförlaget Reuter & Reuter Förlags AB. Lennart Reuterskiöld är begravd på Solna kyrkogård.